# Pstrągarnia w Złotym Potoku

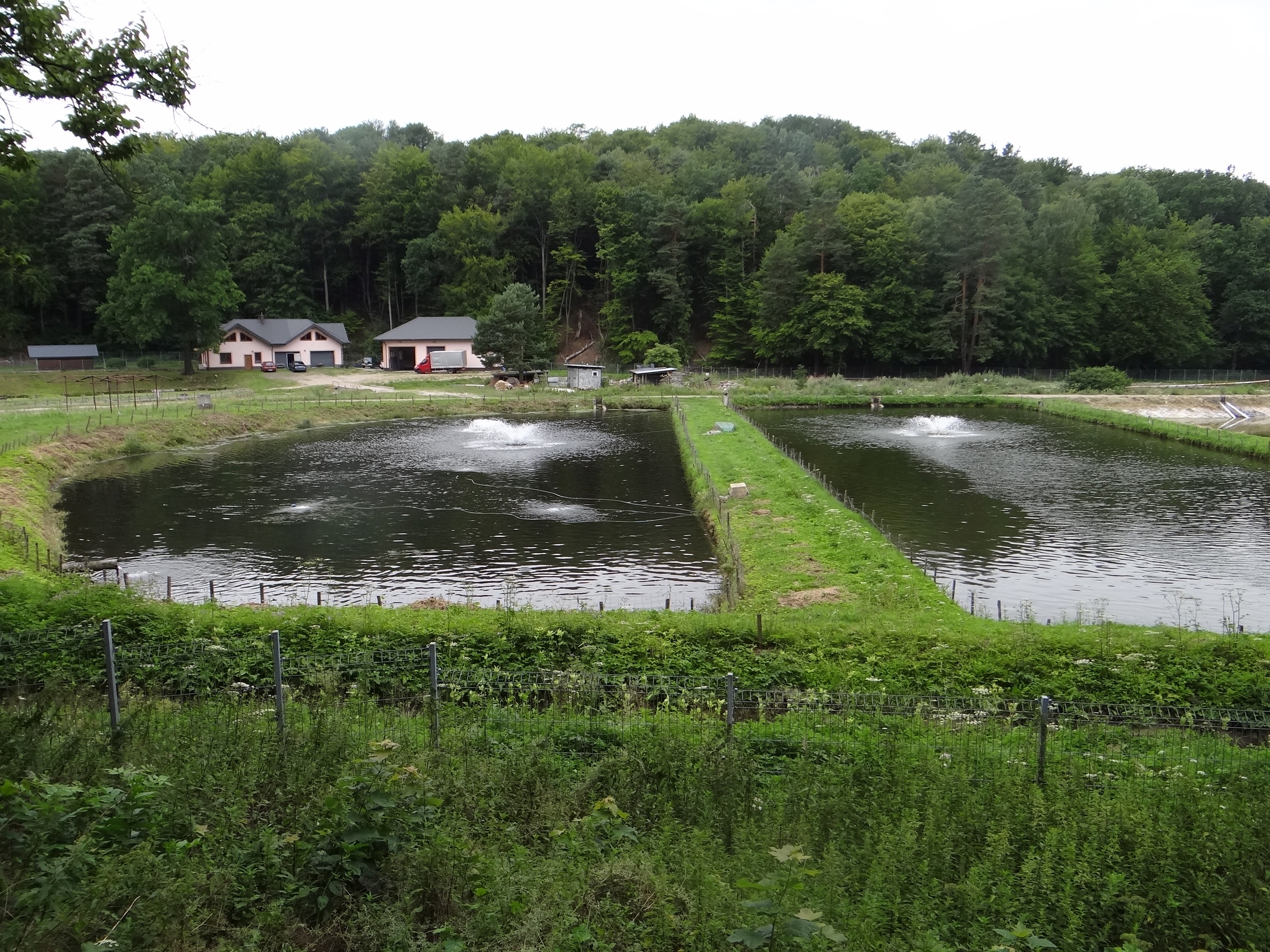
Fragment pstrągarni

Pstrągarnia w Złotym Potoku – gospodarstwo hodujące ryby w miejscowości Złoty Potok w województwie śląskim, w powiecie częstochowskim, w gminie Janów. Znajduje się na dnie Doliny Wiercicy, około 500 m na północny wschód od skrzyżowania drogi wojewódzkiej nr 793 z drogą do Siedlec, bezpośrednio po północnej stronie drogi nr 793.
Stawy hodowlane zasilane są wodą z rzeki Wiercica, która wypływa w Źródle Zygmunta i Elżbiety zaledwie 300 m dalej na zachód. Jest bardzo czysta (klasa czystości A1), zimna i dobrze natleniona, dzięki czemu możliwa jest w niej hodowla pstrągów. Stawy hodowlane w tym miejscu zostały założone przez Edwarda Aleksandra Raczyńskiego w 1881 roku i wówczas była to największa pstrągarnia na kontynentalnej Europie. Miała 22 stawy o łącznej powierzchni 13,2 hektara i głębokości do 4 m oraz budynek wylęgarni. W 1881 roku z Kalifornii sprowadzono ikrę pstrąga tęczowego. Zapłodnienie ikry odbyło się uroczyście, w obecności zaproszonych gości. Oprócz pstrągów tęczowych w stawach hodowano także pstrągi źródlane, pstrągi potokowy, łososie szlachetne, węgorze i sandacze. Na początku XX wieku stawów było już 46, a gospodarstwo zajmowało się również hodowlą ikry pstrągów, która eksportowana była do wielu krajów europejskich. 
Gospodarstwo rybne działa do dzisiaj. Jest przy nim parking i restauracja, w której serwowane są ryby z własnej hodowli. Do gospodarstwa prowadzi ścieżka dydaktyczna „Złota kraina pstrąga”.